# Джульєтта Судзукі
Джульєтта Судзукі (яп. 鈴木 ジュリエッタ, Судзукі Джульєтта; нар. 6 грудня, Префектура Фукуока) — японська художниця манґи. Найбільш відома своєю працею над манґою «Приємно познайомитись, Бог».

## Біографія
Джульєтта Судзукі народилася 6 грудня в Префектурі Фукуока, Японія. Її псевдонім походить від персонажа, на ім'я Джульєтта Сакамото, з манґи «Майстер повітря».
Згідно з інтерв'ю Hakusensha, вона вперше почала малювати, коли навчалася у другому класі початкової школи, її першим альбомом був скетчбук «Japonica».

## Твори

### Ван-шоти
- «Hoshi ni Naru Hi»
- «My Precious»
- «Ogami-ya Uradaichō»
- «My Bloody Life»
- «Tsubaki Ori»
- «Sakurachiru»
- «Katakoi Akuma-chan»[3]
- «Ura Antique»
- «Asa ga Kuru»

### Серійні
- «Akuma to Dolce»
- «Karakuri Odette»
- «Kamisama Hajimemashita»
- «Tripitaka Toriniku»[3]
- «Mei tantei Kouko wa yuutsu»[4]